# 朱安瀺
臨湍端簡王朱安瀺（1476年—1520年），明朝周藩第二代臨湍王，臨湍榮惠王朱同鈞的庶長子。

## 生平
成化十二年（1476年）出生。成化十七年（1481年）十月，獲賜名安瀺。朱安瀺初封鎮國將軍。弘治十年（1497年）十一月，襲封臨湍王。
正德十五年（1520年）十月，朱安瀺去世，享年四十五歲，諡端簡。十四年後，庶長子朱睦檠襲爵。

## 家庭

### 子
- 庶長子：臨湍莊毅王朱睦檠